# Акт про державний лад Індії 1935
Акт про державний лад Індії 1935р. — верховний закон Індійської Республіки, регулював її державний лад з 1935 по 1950р.р. Був подарований Британським парламентом у відповідь на кампанію "громадської непокори".

## Основні положення
Відповідно до Акту про державний лад Індії 1935р. статус домініону Індія не отримала. Виконавча влада, як і раніше, залишається в генерал-губернатора (віце-короля) Індії. Він призначає Раду міністрів, видає укази, керує військовою справою та ін. Новим було введення федеральної схеми: Індія проголошувалася федерацією провінцій і князівств. Відповідно до цього федеральна законодавча влада вручалася генерал-губернаторові і двопалатному парламенту. У Державній раді (нижня палата) і Союзних зборах до сорока відсотків місць належало представникам індійських князівств. Британський уряд сподівався, що союз з індійськими князівствами стане опорою британського панування.